# Moszczaniec

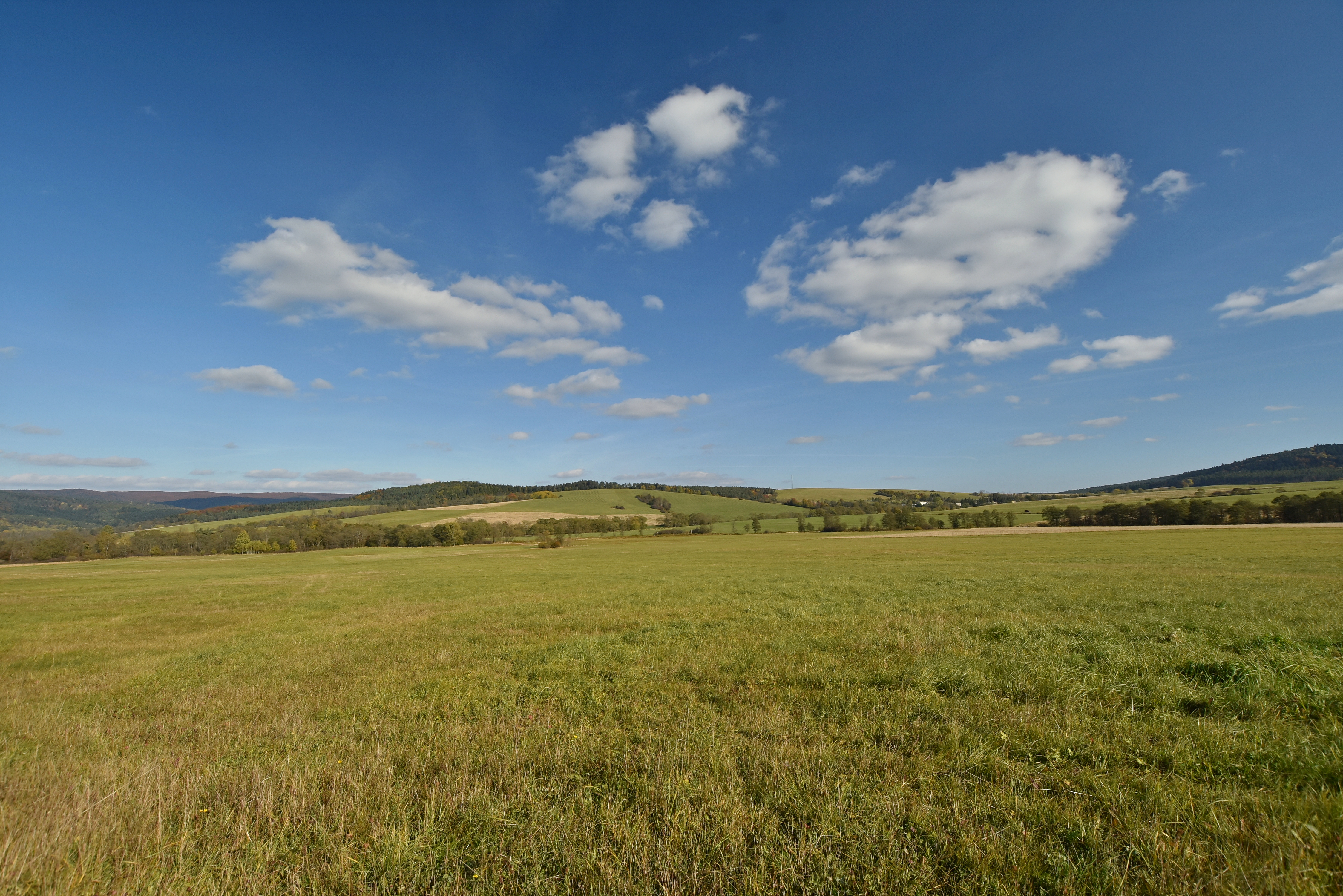
Krajobraz wsi

Moszczaniec – osada w Polsce położona w województwie podkarpackim, w powiecie krośnieńskim, w gminie Jaśliska. Leży przy DW897.
Do 31 grudnia 2016 miejscowość należała do gminy Komańcza w powiecie sanockim w tymże województwie.
Wieś prawa wołoskiego w latach 1501–1550, położona w ziemi sanockiej województwa ruskiego, w drugiej połowie XVII wieku wieś Moszczoniec należała do tenuty Besko starostwa sanockiego. W latach 1975–1998 miejscowość administracyjnie należała do województwa krośnieńskiego.

## Położenie
Wieś leży w wąskiej dolinie, 462 m n.p.m., nad potokiem Moszczaniec, uchodzącym do Wisłoka. Od wschodu wieś otoczona jest pasmem Kiczery. W okresie I Rzeczypospolitej własność królewska. Na wschodzie granicząca z Wisłokiem Wielkim. Wieś znajdowała się na granicy Galicji i Węgier.

## Historia
Pod koniec XIX w. wieś liczyła 433 mieszkańców. Parafia greckokatolicka mieściła się w Surowicy. W połowie XIX wieku właścicielem posiadłości tabularnej w Moszczańcu był Józef Kłopotowski. Na początku XX wieku obszar dóbr książąt Czartoryskich (głównie leśny) we wsi wynosił 726 ha. Od listopada 1918 do stycznia 1919 Republika Komańczańska.

## Szlaki piesze
- Komańcza – Dołżyca – Garb Średni (822 m n.p.m.) – Kanasiówka (823 m n.p.m.) – Moszczaniec – Surowica – Darów – Puławy Górne